# بوفالو کریک (کلرادو)
بوفالو کریک (به انگلیسی: Buffalo Creek) یک منطقهٔ مسکونی در ایالات متحده آمریکا است که در شهرستان جفرسون، کلرادو واقع شده‌است. بوفالو کریک ۲٬۰۶۱ متر بالاتر از سطح دریا واقع شده‌است.